# Pseudois
Pseudois é um gênero de caprinos da subfamília Antilopinae, da família dos bovídeos. O carneiro-azul (Pseudois nayaur) é a única espécie do gênero.